# Antodice aureicollis
Antodice aureicollis är en skalbaggsart som beskrevs av Martins och Maria Helena M. Galileo 1985. Antodice aureicollis ingår i släktet Antodice och familjen långhorningar. Inga underarter finns listade i Catalogue of Life.